# Brownell
Brownell és una població dels Estats Units a l'estat de Kansas. Segons el cens del 2000 tenia 48 habitants.

## Demografia
Segons el cens del 2000, Brownell tenia 48 habitants, 23 habitatges, i 14 famílies. La densitat de població era de 97,5 habitants per km².
Dels 23 habitatges en un 13% hi vivien nens de menys de 18 anys, en un 56,5% hi vivien parelles casades, en un 0% dones solteres, i en un 34,8% no eren unitats familiars. En el 30,4% dels habitatges hi vivien persones soles el 17,4% de les quals corresponia a persones de 65 anys o més que vivien soles. El nombre mitjà de persones vivint en cada habitatge era de 2,09 i el nombre mitjà de persones que vivien en cada família era de 2,53.
Per edats la població es repartia de la següent manera: un 14,6% tenia menys de 18 anys, un 8,3% entre 18 i 24, un 10,4% entre 25 i 44, un 35,4% de 45 a 60 i un 31,3% 65 anys o més.
L'edat mediana era de 51 anys. Per cada 100 dones de 18 o més anys hi havia 127,8 homes.
La renda mediana per habitatge era de 36.250 $ i la renda mediana per família de 43.750 $. Els homes tenien una renda mediana de 25.000 $ mentre que les dones 28.750 $. La renda per capita de la població era de 14.765 $. Entorn del 23,5% de les famílies i el 28,8% de la població estaven per davall del llindar de pobresa.

## Poblacions més properes
El següent diagrama mostra les poblacions més properes.